# Ибаньес, Роберт
Роберт Ибаньес Кастро (исп. Roberto Ibáñez Castro; родился 22 марта 1993 года, Валенсия, Испания) — испанский футболист, вингер клуба «Леванте».

## Клубная карьера
Ибаньес — воспитанник клуба «Валенсия» из своего родного города. С 2011 года Роберт начал выступать за молодёжные и юношеские команды «летучих мышей». 29 августа 2014 года в матче против Малаги он дебютировал в Ла Лиге, заменив во втором тайме Софиана Фегули. В начале 2015 года для получения игровой практики Ибаньес на правах аренды перешёл в «Гранаду». 18 января в матче против «Атлетико Мадрид» он дебютировал за новую команду. 25 января в поединке против «Депортиво Ла-Корунья» Роберт забил свой первый гол за «Гранаду».
Летом 2016 года Ибаньес был арендован «Леганесом». 1 октября в матче против своего бывшего клуба «Гранады» он дебютировал за новый клуб. 21 ноября в поединке против «Осасуны» Роберт забил свой первый гол за «Леганес».